# Religión en la República de Irlanda
La población de la República de Irlanda profesa mayoritariamente el cristianismo, concretamente en su forma católica. La constitución de Irlanda establece que el estado no favorecerá una religión en particular y garantiza la libertad de religión.
En el censo de 2016, el 78,3 % (3,5 millones) de la población irlandesa se identificó como católica, que es 209 220 menos que en 2010, cuando el porcentaje era del 88 %. El cristianismo fue introducido por San Patricio, pero se ha producido un descenso en la asistencia a los servicios religiosos. Entre 1996 y 2001 la asistencia regular a misa, decayó de un 60 % a un 48 % (hacia 1973 superaba el 90 %) y están activos 2 seminarios.  En 1995, tras una prohibición de alrededor de 60 años, los votantes decidieron volver a legalizar el divorcio en la República. Aun así, el número de practicantes es superior a la media europea. La religión católica en Irlanda es también un símbolo de identificación nacional.
Según el censo de 2006, el número de personas que dijeron que no pertenecían a ninguna religión era de 186 318 (el 4,4 %). Las 1515 personas adicionales se declararon agnósticos y 929 ateos. Por lo tanto, el total no religioso es del 4,5 % de la población. El resto de la población, o sea 70 322 (el 1,7 %), no declararon una religión.
El catolicismo en Irlanda sufrió persecución con la llegada de la Reforma protestante. La Ley de Destierro de 1697 ordenaba que todos los obispos y clérigos católicos abandonaran Irlanda. A pesar de esto, la mayoría de la población irlandesa continuó siendo católica, lo cual se convirtió en símbolo distintivo entre ingleses e irlandeses.

## Creencias en Irlanda
| Año       | % Asistencia a la misa de rito católico en la República de Irlanda | % Asistencia a la misa de rito católico en la República de Irlanda |
| --------- | ------------------------------------------------------------------ | ------------------------------------------------------------------ |
| 1973      | 91                                                                 | 91                                                                 |
| 1984      | 87                                                                 | 87                                                                 |
| 1985      | 85                                                                 | 85                                                                 |
| 1990      | 85                                                                 | 85                                                                 |
| 1990      | 81                                                                 | 81                                                                 |
| 1991      | 79                                                                 | 79                                                                 |
| 1995      | 64                                                                 | 64                                                                 |
| 1996      | 66                                                                 | 66                                                                 |
| 1998      | 60                                                                 | 60                                                                 |
| 2002      | 48                                                                 | 48                                                                 |
| 2003      | 50                                                                 | 50                                                                 |
| 2005      | 34                                                                 | 34                                                                 |
| 2005      | 44                                                                 | 44                                                                 |
| 2006      | 48                                                                 | 48                                                                 |
| 2007      | 67                                                                 | 67                                                                 |
| 2007-2008 | 42                                                                 | 42                                                                 |
| 2008      | 45                                                                 | 45                                                                 |
| 2009      | 46                                                                 | 46                                                                 |

Según el censo de 2006, el número de personas que dijeron que no pertenecían a ninguna religión era de apenas 186.318 (el 4.4 %). Las 1.515 personas adicionales se declararon agnósticos y 929 ateos. Por lo tanto, el total no religioso es del 4.5 % de la población. El resto de la población, o sea 70.322 (el 1.7 %), no declararon una religión.
Por otra parte, según una encuesta de Eurobarómetro de 2010:
- 70 % de los ciudadanos irlandeses contestaron que "creen que hay un Dios".
- 20 % respondió que "creen que hay algún tipo de espíritu o fuerza vital".
- 7% respondió que "no creen que haya ningún tipo de espíritu, Dios o fuerza vital".

Según una encuesta del Eurobarómetro de 2012, cuando a las personas se les mostró una tarjeta con una lista de opciones para la identificación religiosa: 
- 92 % de los ciudadanos irlandeses respondieron que son cristianos (88% católicos).
- 5 % respondió que no son creyentes o agnósticos.
- 2 % respondió que son ateos.
- 1 % respondió de alguna otra manera.

La segunda iglesia cristiana en número de adeptos es la Iglesia de Irlanda que, tras haber experimentado un descenso durante la mayor parte del siglo XX, ha ganado recientemente feligreses, según el censo de 2002, al igual que lo han hecho otras denominaciones cristianas menores y el Islam. Comunidades judías vivieron en Irlanda durante la Edad Media, y una comunidad sefardí se asentó en Dublín en 1660.

### Catolicismo
| Año       | % Asistencia Semanal de los Católicos Irlandeses | % Asistencia Semanal de los Católicos Irlandeses |
| --------- | ------------------------------------------------ | ------------------------------------------------ |
| 1972-1973 | 91                                               | 91                                               |
| 1981      | 87                                               | 87                                               |
| 1988-1989 | 87.6                                             | 87.6                                             |
| 2006      | 56                                               | 56                                               |
| 2007-2008 | 44                                               | 44                                               |
| 2010      | 45.2                                             | 45.2                                             |
| 2011      | 30                                               | 30                                               |
| 2016      | 35                                               | 35                                               |

Esta denominación cristiana según datos de 2006 era profesada por un 86,8 %, un 1,4 % menos que cuatro años antes pese a que el número de católicos había crecido en 218 800.
Según un estudio de la Universidad de Georgetown, el país tiene uno de los más altos niveles de asistencia diaria a misa del mundo occidental. Pero se ha producido un descenso  en la asistencia a los servicios religiosos. Entre 1996 y 2001 la asistencia regular a misa, decayó de un 60 a un 48 % (hacia 1973 superaba el 90 %) y quedan activos 2 seminarios.
En 1995, tras una prohibición de alrededor de 60 años, los votantes decidieron volver a legalizar el divorcio en la República. Aun así, el número de practicantes es superior a la media europea. La religión católica en Irlanda es también un símbolo de identificación nacional. Símbolos nacionales como El Trébol, la cruz celta o la Fiesta de San Patricio son típicamente católicas. El catolicismo también sobrevivió a las persecuciones de Enrique VIII e Isabel I de Inglaterra.
Católicos-irlandeses
Católicos-Irlandeses (en inglés, Irish-Catholics) es un término usado para describir a personas de Irlanda o personas de ascendencia irlandesa que son católicas. El término proviene de las emigraciones de los irlandeses a las colonias del Imperio británico. Esto ocurrió particularmente durante la gran hambruna irlandesa de la década de 1840. El término se utiliza actualmente en Gran Bretaña, Estados Unidos, Canadá, Australia y Nueva Zelanda. Estas naciones son en su mayoría protestantes, y el ser irlandés o católico segregaba a las personas de la mayoría cultural. En Estados Unidos la hostilidad hacia estos dos aspectos fueron expresados a través del Movimiento No-Saben-Nada (Know Nothing) y en general por el nativismo.
El término también puede relacionarse con algunos de los elementos únicos del catolicismo y de la cultura católica en Irlanda. En particular, Irlanda es la que está más al norte de las naciones católicas de Europa Occidental y, además, estaban gobernados por protestantes o anglicanos. También ellos provenían de una cultura céltica y vikinga más que de una romana o germánica. El 35.º presidente de los Estados Unidos, John F. Kennedy (1961-1963), fue el primer mandatario católico-irlandés de ese país, y el 46.º presidente de los Estados Unidos, Joe Biden, es el segundo católico-irlandés en tomar ese cargo.

### Iglesia de Irlanda
La Iglesia de Irlanda (en inglés, Church of Ireland; en irlandés, Eaglais na hÉireann) es una provincia autónoma de la Comunión anglicana, extendida fundamentalmente a lo largo de la frontera entre la República de Irlanda e Irlanda del Norte. Es la segunda Iglesia cristiana más grande de Irlanda (tras la Iglesia católica) y la tercera en Irlanda del Norte, tras la Iglesia presbiteriana de Irlanda.
Tiene unos 390 000 miembros: 275 000 en Irlanda del Norte (7 % de la población) y 115 000 en la República de Irlanda (5 % de la población).

### Otras religiones
La segunda iglesia cristiana en número de adeptos es la Iglesia de Irlanda (anglicana)  experimentó un importante descenso en el número de miembros durante el siglo XX, tanto en Irlanda del Norte, donde vive alrededor del 65% de sus miembros, como en la República de Irlanda. La iglesia sigue siendo la segunda más grande en la República de Irlanda, con 126.414 miembros en 2016 (menos 2% en comparación con los resultados del censo de 2011). También tienen importancia otras vertientes cristianas como la Iglesia Presbiteriana o la Iglesia Metodista. Comunidades judías vivieron en Irlanda durante la Edad Media, y una comunidad Sefardí se asentó en Dublín en 1660. Igualmente el número de Hinduistas o musulmanes ha sufrido un notable incremento, debido en gran medida a la inmigración. En términos de porcentajes, la iglesia Ortodoxa y el islam fueron las religiones con un crecimiento más rápido con un 100 % y un 70 % respectivamente.

## Primado de Irlanda
Primado de Irlanda es un título poseído por el principal arzobispo de Irlanda, tanto de la Iglesia católica como de la Iglesia de Irlanda (Anglicana) 
Primado es un título honorífico dentro de la Iglesia que indica solamente una precedenca ceremonial. Durante la Edad Media esta primacía fue disputada entre el Arzobispo de Armagh y el Arzobispo de  Dublín. Desde 1353, por decisión del Papa Inocencio IV, el Arzobispo de Armagh fue conocido como Primado de Toda Irlanda (Primate of All Ireland) mientras que el Arzobispo de Dublín tuvo el título de Primado de Irlanda (Primate of Ireland).

## Referéndum de 2018 sobre la blasfemia
El 26 de octubre de 2018, el mismo día de las elecciones presidenciales, se celebró en la República de Irlanda un referéndum para decidir si se eliminaba el delito de blasfemia de su legislación.